# Cecilienstraße 44 (Mönchengladbach)

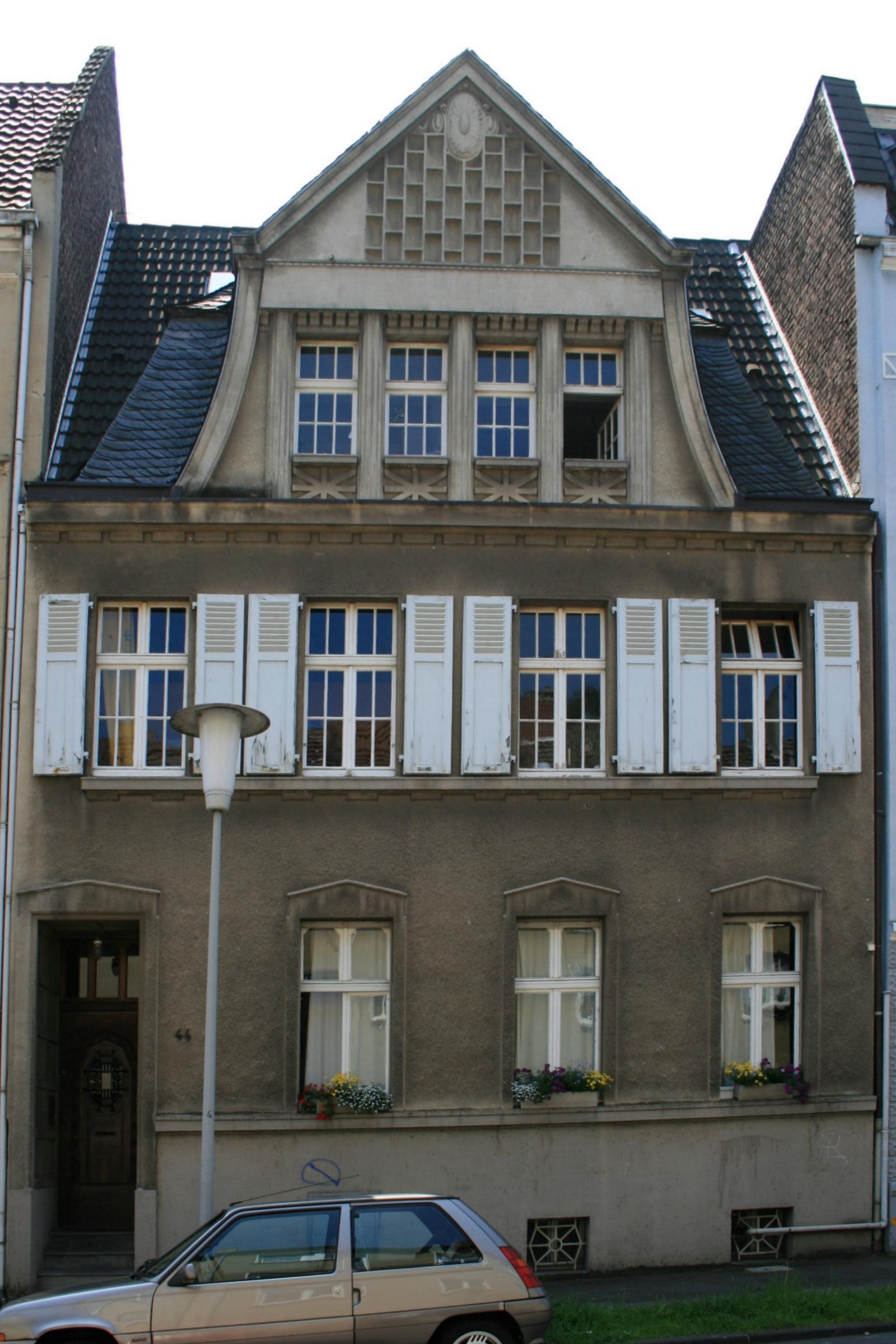
Wohnhaus (2010)

Das Wohnhaus Cecilienstraße 44 steht im Stadtteil Grenzlandstadion in Mönchengladbach (Nordrhein-Westfalen).
Das Haus wurde 1913 erbaut. Es ist unter Nr. C 004 am 3. Februar 1993 in die Denkmalliste der Stadt Mönchengladbach eingetragen worden.

## Architektur
Das Objekt liegt westlich der Brucknerallee in der zur Rheydter Straße/Friedrich–Ebert-Straße führenden Cecilienstraße. Das Haus wurde 1913 als traufständiges, zweigeschossiges, vierachsiges Putzgebäude mit mittelaxialem Zwerchhaus unter Dreiecksgiebel errichtet.